# La chiquita piconera
La chiquita piconera, in italiano La piccola carbonaia, è un dipinto a olio su tela del pittore spagnolo Julio Romero de Torres, realizzato nel 1930. Attualmente il dipinto si trova al museo Julio Romero de Torres, a Cordova. Quest'opera, realizzata poco tempo prima della morte del pittore, è considerata il suo capolavoro.

## Descrizione
Il quadro raffigura una giovane seduta su una sedia di legno e tifa mentre agita un braciere pieno di carbonella. La giovane è leggermente china e guarda direttamente lo spettatore. La spalla sinistra scoperta, le gambe coperte solo da un paio di calze lunghe, le giarrettiere e i tacchi alti sono tutti degli elementi che creano un'atmosfera considerata erotica all'epoca e che si ritrovano nello stile di Romero de Torres. Tale erotismo richiama Bien tirada está ("È ben tirata") uno dei Capricci di Francisco de Goya, il quale raffigura una ragazza che scopre la propria gamba. La modella del quadro si chiamava María Teresa López, allora adolescente, e posò anche per il dipinto La Fuensanta.
Sullo sfondo, visibile attraverso una porta, si vede un paesaggio di Cordova, un elemento tipico delle tele del pittore. In esso si possono riconoscere il Paseo de la Ribera, il fiume Guadalquivir, il ponte romano e la Torre de la Calahorra.

## Curiosità
Un francobollo di 5 pesete ritraente l'opera venne rilasciato dalla zecca di stato di Spagna.